# Jimmy Fontana
Jimmy Fontana (* 13. November 1934 in Camerino als Enrico Sbriccoli; † 11. September 2013 in Rom) war ein italienischer Sänger, Komponist und Schauspieler. Zu seinen bekanntesten Liedern gehörten Che sarà und Il mondo, welches Ennio Morricone arrangierte.

## Leben

### Jugend
Jimmy Fontana wurde im italienischen Camerino geboren. In seiner Jugend lernte er autodidaktisch Kontrabass und begann zunächst als Jazzkontrabassist. Nach dem Abschluss seiner Lehre zum Buchhalter beabsichtigte er in Rom Wirtschaft und Handel zu studieren.
Dort besuchte er Jazzklubs und spielte in der Roman New Orleans Jazz Band. Er beschloss, das Studium abzubrechen und sich voll der Musik zu widmen. In dieser Zeit legte er sich auch seinen Künstlernamen zu. Zu diesem inspirierte ihn der Musiker Jimmy Giuffre, während er den Nachnamen willkürlich aus dem Telefonbuch suchte. Für Consorti und Astraphon nahm er unter anderen mit der Flaminia Street Jazz Band einige Jazzstandards auf, bis er beschloss seine eigene Gruppe zu gründen. Jimmy Fontana and his Trio bestand neben ihm aus Raffaele Giusti (Klavier), Sandro Santoni (Kontrabass) und Leonello Bionda (Schlagzeug). In dieser Zeit lernte er auch seine Frau Leda kennen, mit der er vier Kinder hatte: Luigi, Roberto, Andrea und Paola.

### Solokarriere
Ende der 1950er Jahre begann er seine Solokarriere zu intensivieren und wandte sich der leichten Muse zu. 1961 debütierte er mit dem Lied Lady Luna beim Sanremo-Festival. 1963 unterschrieb er einen Vertrag bei RCA und brachte seine erste Single heraus. Non te ne andare wurde sein erster Erfolg. Aber erst seine zweite Single Il mondo machte ihn 1965 zum Star. Im selben Jahr spielte er den in zwei Musikfilmen Viale della canzone und 008 Operazione ritmo. Ein Jahr später schrieb er die Musik und Teile des Textes zu Che sarà. Die Idee war den Titel in Sanremo durch Fontana zu präsentieren sowie durch José Feliciano in Los Angeles, der davon drei Varianten aufnahm (italienisch, spanisch Che será und englisch Shake a Hand), die Fontana produzierte. Als er nach Italien zurückkehrte, musste er feststellen, dass bereits Feliciano mit seinem Titel in Sanremo antrat. Enio Melis, damals künstlerischer Leiter bei RCA, hatte entschieden, seinen Song dem Erfolg der jungen Gruppe Ricchi e Poveri zu widmen, die im Jahr davor mit ihrem Lied La prima cosa bella auf sich aufmerksam gemacht hatten. Fontana, der in der Angelegenheit das letzte Wort hatte, verweigerte als Komponist und Autor vorerst seine Zustimmung. Als Melis jedoch damit drohte, dass in diesem Fall das Lied bei keinem Festival antreten würde, gab er nach.

### Späteres Leben
Nach der juristischen Auseinandersetzung über den Titel Che sarà konnte Fontana nicht mehr an die Erfolge des vergangenen Jahrzehnts anknüpfen und für mehrere Jahre zog er sich aus dem Musikgeschäft zurück. Er ließ sich in Macerata nieder und eröffnete eine Bar im Stil der Fünfzigerjahre. Erst 1979 gab er ein Comeback mit der Titelmelodie zur Fernsehserie Gli invincibili. Einen weiteren kleinen Erfolg verzeichnete er mit Beguine, mit dem er 1982 in Sanremo auftrat. Zuletzt trat er 1994 in Sanremo als Mitglied der Gruppe Squadra Italia mit dem Song Una vecchia canzone italiana auf.

### Waffensammler
Jimmy Fontana war leidenschaftlicher Waffensammler und Inhaber einer Waffenbesitzkarte. 1971 hatte er in einem Waffengeschäft in Sanremo eine Cz61 erworben. Diese wurde 1988 in einem Versteck der Roten Brigaden wiedergefunden und mit mehreren Straftaten in Verbindung gebracht. Darunter auch so bekannte Fälle wie die Ermordung dreier Aktivisten der Fronte della Gioventù in der Acca Larentia 1978 in Rom und das Attentat auf Roberto Ruffilli 1988. Der Sänger bestätigte, dass er die Waffe 1977 über ein Waffengeschäft an einen Polizisten verkauft hatte; der Polizist gab zwar zu, damals an dem Erwerb der Waffe interessiert gewesen zu sein, stritt jedoch ab, dass der Verkauf stattfand. Der Inhaber des Waffengeschäftes bekräftigte, dass er mit den beiden in Kontakt geblieben sei, aber nicht wisse, ob der Verkauf stattgefunden habe.

### Tod
Jimmy Fontana starb am 11. September 2013 in seinem Haus in Rom an einem unerwarteten Fieber nach einer Zahninfektion.

## Diskografie

### Alben
- 1962: I bestsellers (Meazzi)
- 1963: Jimmy Fontana (RCA Italiana)
- 1964: Natale in famiglia (Meazzi)
- 1966: I bestsellers (Meazzi)
- 1967: La mia serenata (RCA Italiana)
- 1994: Una vecchia canzone italiana (Pravo Music)
- 1996: Arrivederci (Replay Music, RSCD 8014)

### EPs
- 1958: Flaminia Street Jazz Band in Milan (Astraphon, E.1243)
- 1958: A New Star Is Born! (Astraphon, E.1244)
- 1958: Poker di jazz (Astraphon, E.1248)
- 1959: There’s a Small Hotel / Piove / Alexander’s Ragtime Band / I Got Rhythm (Consorti, JE-2001)
- 1959: When the Saints Go Marching In / Love Is Just Around the Corner / Moonglow / The Lady Is a Tramp (Consorti, JE-2002)
- 1960: Solitudine / Portami tante rose / Piccolo amor / Paper Moon (Consorti, MLE 10006)
- 1960: Poker di jazz (Hollywood, HE 3002; Astraphon, E.1248)
- 1961: Lady Luna / Io amo tu ami / Mare di dicembre / A.A.A.Adorabile cercasi (Hollywood, HE 3017)

### 7″-Singles
| Jahr | Titel Album                    | Höchstplatzierung, Gesamtwochen, AuszeichnungChartsChartplatzierungen (Jahr, Titel, Album, Platzierungen, Wochen, Auszeichnungen, Anmerkungen) | Anmerkungen                                      |
| Jahr | Titel Album                    | IT | Anmerkungen                                      |
| ---- | ------------------------------ | --- | ------------------------------------------------ |
| 1960 | Bevo –                         | IT19 (1 Wo.)IT | Hollywood H 1029 B-Seite: Impazzire d’amore      |
| 1963 | Non te ne andare Jimmy Fontana | IT1 (3 Wo.)IT | RCA Italiana PM 3225 B-Seite: Pussy              |
| 1965 | Il mondo –                     | IT2 Gold (2024) · (25 Wo.)IT | RCA Italiana PM 3316 B-Seite: Allora sì          |
| 1966 | Pensiamoci ogni sera –         | IT8 (6 Wo.)IT | RCA Italiana PM 3341 B-Seite: Un regalo          |
| 1967 | La mia serenata                | IT2 (16 Wo.)IT | RCA Italiana PM 3404 B-Seite: Per vivere insieme |
| 1968 | La nostra favola –             | IT1 (25 Wo.)IT | RCA Italiana PM 3447 B-Seite: A te               |

Weitere Singles
- 1959: There’s a Small Hotel / Piove (Consorti JA 2001)
- 1959: If You Knew / Still of the Night (Hollywood H 1002)
- 1959: Sei tu / Paradis (Hollywood H 1008)
- 1959: Quando ti vidi partir / Come un ladro d’amor (Hollywood H 1009)
- 1959: La mia donna si chiama desiderio / Sugar Moon (Hollywood H 1013)
- 1960: Romantica / Noi (Hollywood H 1015)
- 1960: Libero / Perdoniamoci (Hollywood H 1016)
- 1960: Il mio angelo custode / Georgia (Hollywood H 1018)
- 1960: Sei tu / Arrivederci (Hollywood H 1020)
- 1960: Il tempo s’è fermato / Non dirlo a nessuno (Hollywood H 1030)
- 1960: Diavolo / Semplici parole (Hollywood H 1043)
- 1960: Bacco, tabacco e Venere / Bevo (Hollywood H 1044)
- 1960: Estate / Baby non bere (Hollywood H 1045)
- 1960: Il nostro concerto / Non domandare alle stelle (Hollywood H 1046)
- 1960: Buon Natale a tutto il mondo / Jingle Bells (Hollywood H 1050)
- 1960: Buon Natale a tutto il mondo / Il nostro Natale (Hollywood H 1052)
- 1960: Diavolo / Non domandare (Hollywood H 1056)
- 1960: Calmo / Chi di noi due (Hollywood H 1059)
- 1961: Mi butto / Sei come il mare (Hollywood H 1060)
- 1961: Lady Luna / A.A.A. adorabile cercasi (Hollywood H 1068)
- 1961: Mese di dicembre / Io amo, tu ami (Hollywood H 1069)
- 1961: Non sei mai stata così bella / Via da te, via da me (Hollywood H 1075)
- 1961: Le case / Nostalgia (Hollywood H 1076)
- 1961: Il cavaliere della valle solitaria / Solo (Hollywood H 1080)
- 1961: Sogno un rock’n’roll e te / Sogno un rock’n’roll e te (seconda parte) (Hollywood, H 1091)
- 1961: Tutta musica / Striscioline (Hollywood H 1102)
- 1961: Tre gocce di pianto / Cuore girovago (Hollywood H 1103)
- 1961: Granada / La rumba delle noccioline (Hollywood H 1104)
- 1961: Cha-cha dell’impiccato / Baci cha cha cha (RCA Italiana PM 0137)
- 1961: Dove sei stata? / Tu sei brutta (Hollywood H 1111)
- 1961: Mi fanno ridere / Nostalgia (Hollywood H 1113)
- 1961: Sogno un rock’n’roll e te / Ciao tesoro (Hollywood H 1120)
- 1962: Estate e fumo / Piano piano (RCA Italiana PM 3081)
- 1962: Davanti a te / Quello che è stato è stato (RCA Italiana PM 3103)
- 1962: Maria-ria / Bugiarda (RCA Italiana PM 3123)
- 1962: Nicole / Twist n° 9 (RCA Italiana PM 3125)
- 1962: Il poeta pianse / Un pugno di raggi d’oro (RCA Italiana PM 3141)
- 1964: O te o nessuna / Ma che ci faccio (RCA Italiana PM 3261)
- 1964: E quanto tempo durerà / La notte che son partito (RCA Italiana PM 3288)
- 1966: Cammina cammina / Non scherzare con il fuoco (RCA Italiana PM 3356)
- 1966: Guantanamera / Corri (RCA Italiana PM 3373)
- 1967: Nasce una vita / La mia stella (RCA Italiana PM 3385)
- 1967: Per una donna / Guardando il tuo viso di donna (RCA Italiana PM 3431)
- 1967: Mississippi Greep / Vino Rosso(ARC AN 4126)
- 1968: Cielo rosso / Innamorata (RCA Italiana PM 3451)
- 1969: La sorpresa / Se tu soffrissi quanto soffro io (ARC AN 4166)
- 1969: A che gioco giochiamo? / T’aspetterò (ARC AN 4176)
- 1969: Melodia / Amore a primavera (ARC AN 4185)
- 1970: Mille amori / Il matrimonio (ARC AN 4195)
- 1970: L’amore non è bello (se non è litigarello) / Mille amori (ARC AN 4196)
- 1970: Bella, sdraiata e sola / È così difficile (RCA Italiana PM 3514)
- 1971: Giulietta e Romeo / Tarzan (RCA Italiana PM 3584)
- 1971: Impossibile / Per via aerea (RCA Italiana PM 3602)
- 1972: La ballata della speranza / Chi vivrà vedrà (RCA Italiana PM 3661)
- 1973: Made in Italy / Il mondo (RCA Italiana PM 3704)
- 1978: Identikit (versione italiana) / Identikit (versione inglese) (RCA Original Cast BB 6130)
- 1979: L’ape Magà / Piccolo Remi (RCA Original Cast BB 6410)
- 1981: Bambola bambina / Il mondo (RCA Original Cast BB 6557)
- 1982: Beguine / Che sarà (RCA Italiana PB 6573)
- 1989: Oh mamà / Oh mamà (strumentale) (RCA Talent ZB 42951; als Casafontana)

### Diskografie außerhalb Italiens

#### 7″-Singles
- 1965: El mundo / O tu o ninguna (RCA Victor, 3-10149; Spanien)
- 1966: Pensemos cada noche / Camina camina (RCA Victor, 3-10159; Spanien)
- 1966: Pensiamoci ogni sera / Un regalo (RCA Victor, LC 16138; Brasilien)
- 1967: Nasce una vida / Corre (RCA Victor, 3-10212; Spanien)
- 1967: On peut aussi pleurer de joie / Pour Anna-Laura (RCA Victor, 49537; Frankreich)
- 1968: Delilah / Cielo rojo (RCA Victor, 31A-1295; Argentinien)
- 1968: Roter Himmel, gruenes Land / Adieu (RCA Victor, 6467; Deutschland)
- 1969: Melodia / Amor en primavera (RCA Victor, 3-10425; Spanien)

#### EPs
- 1960: Diablo / Simples palabras / Il tempo s’è fermato / Rencontreremonos (Belte, 50363; Spanien)
- 1965: Il mondo (RCA Victor, 3-20918; Spanien)
- 1966: Pensiamoci ogni sera / Un regalo / Piano piano / Una sola (RCA Victor, 86490; Frankreich)
- 1967: Por una mujer (RCA Victor, 3-10266; Spanien)
- 1969: A che gioco giochiamo (RCA Victor, TP 468; Portugal)

## Filmografie
- 1961: Io bacio… tu baci
- 1962: Lockende Unschuld (La voglia matta)
- 1963: Canzoni in… bikini
- 1965: Viale della canzone
- 1965: 008 Operazione ritmo
- 1968: Quando dico che ti amo
- 1968: Il sole è di tutti